# Allium vvedenskyanum
Allium vvedenskyanum är en amaryllisväxtart som beskrevs av Nikolai Vasilievich Pavlov. Allium vvedenskyanum ingår i släktet lökar, och familjen amaryllisväxter. Inga underarter finns listade i Catalogue of Life.